# كيري سوندغراس
كارولين سوندغراس أو كيري سوندغراس (بالإنجليزية: Carrie Snodgress) من مواليد 27 أكتوبر عام 1945م، وتوفيت بتاريخ 1 أبريل عام 2004م. ممثلة أمريكية شاركت بعدة أفلام، ومنها فيلم ذا فيوري عام 1978ك،

## وصلات خارجية
- "Carrie Snodgress", Contemporary Theatre, Film and Television, vol. 33; Gale Group, 2001
- كيري سوندغراس على موقع IMDb (الإنجليزية)
- كيري سوندغراس على موقع روتن توميتوز (الإنجليزية)
- كيري سوندغراس على موقع ألو سيني (الفرنسية)
- كيري سوندغراس على موقع ميوزك برينز (الإنجليزية)
- كيري سوندغراس على موقع تيرنر كلاسيك موفيز (الإنجليزية)
- كيري سوندغراس على موقع أول موفي (الإنجليزية)
- كيري سوندغراس على موقع قاعدة بيانات الأفلام السويدية (السويدية)
- كيري سوندغراس على موقع إن إن دي بي (الإنجليزية)
- كيري سوندغراس على موقع قاعدة بيانات الفيلم (الإنجليزية)
- كيري سوندغراس على موقع كينوبويسك (الروسية)
- كيري سوندغراس على موقع فايند أغريف